# Genty (supermarché)
Genty est une marque de supermarché en France, fondée par Pierre Genty en 1924 à Grenoble, qui appartient au groupe Genty-Cathiard.

## Histoire
Le premier magasin Genty ouvre à Grenoble en 1924. Son fondateur, Pierre Genty dirigeait alors depuis 1884 l’Épicerie Parisienne rue des Clercs lorsqu'il créé la société Etablissements Genty en 1924.
Le 21 août 1969 ouvre à Saint-Martin-d'Hères le tout premier hypermarché de l'agglomération grenobloise sous l'enseigne RECORD I.
Enseignes du groupe Genty-Cathiard à partir de 1979
- Genty SERVICE (Magasin de proximité)
- Genty SUPER (Supermarché)
- Genty RECORD (Hypermarché)

En 1983, l'entreprise grenobloise Genty-Cathiard, qui possède les supérettes Genty et la Société Alpine de Sport, avec les enseignes Team 5, se porte acquéreur de Go Sport (pour Grenoble Olympique Sport), créée en 1979, qui possède alors 11 points de vente. La même année l'entreprise est transférée du marché « hors-cote spécial » vers le Second Marché de la Bourse de Paris.
En 1988, Genty-Cathiard acquiert également le groupe Courir détail de chaussures de sport.
En 1990, Rallye acquiert en février 60 % de la société grenobloise Genty-Cathiard pour 1,65 milliard de francs. Le groupe récupère les hypers et supermarchés Genty ainsi que la chaîne d'articles de sports Go Sport.